# Kanton Cozes
Cozes is een voormalig kanton van het Franse departement Charente-Maritime. Het kanton maakte deel uit van het arrondissement Saintes. Het werd opgeheven bij decreet van 27 februari 2014, met uitwerking op 22 maart 2015. De  gemeenten werden opgenomen in het nieuwe kanton Saintonge Estuaire, met uitzondering van Semussac dat werd opgenomen in het kanton Saujon.

## Gemeenten
Het kanton Cozes omvatte de volgende gemeenten:
- Arces
- Barzan
- Boutenac-Touvent
- Brie-sous-Mortagne
- Chenac-Saint-Seurin-d'Uzet
- Cozes (hoofdplaats)
- Épargnes
- Floirac
- Grézac
- Meschers-sur-Gironde
- Mortagne-sur-Gironde
- Saint-Romain-sur-Gironde
- Semussac
- Talmont-sur-Gironde